# Cimetière de Joinville-le-Pont
Le cimetière de Joinville-le-Pont est un cimetière communal se trouvant à Joinville-le-Pont dans le Val-de-Marne.

## Description

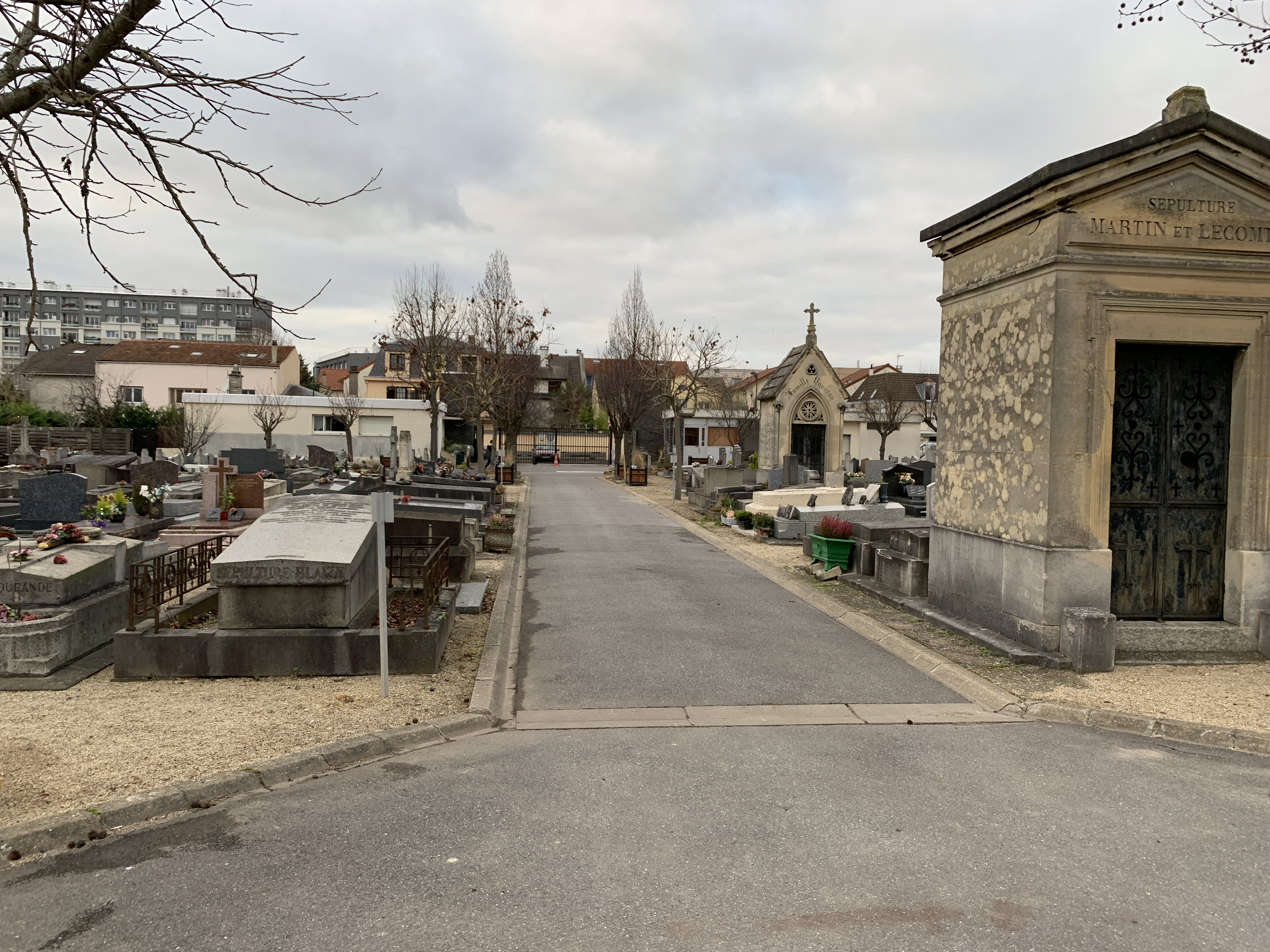
Vue du cimetière de Joinville-le-Pont

L’accès se fait actuellement par l’avenue des Familles, voie du quartier de Palissy. Lors de sa création, on venait au cimetière par la rue du Cimetière (actuellement rue de l’Égalité).

## Histoire

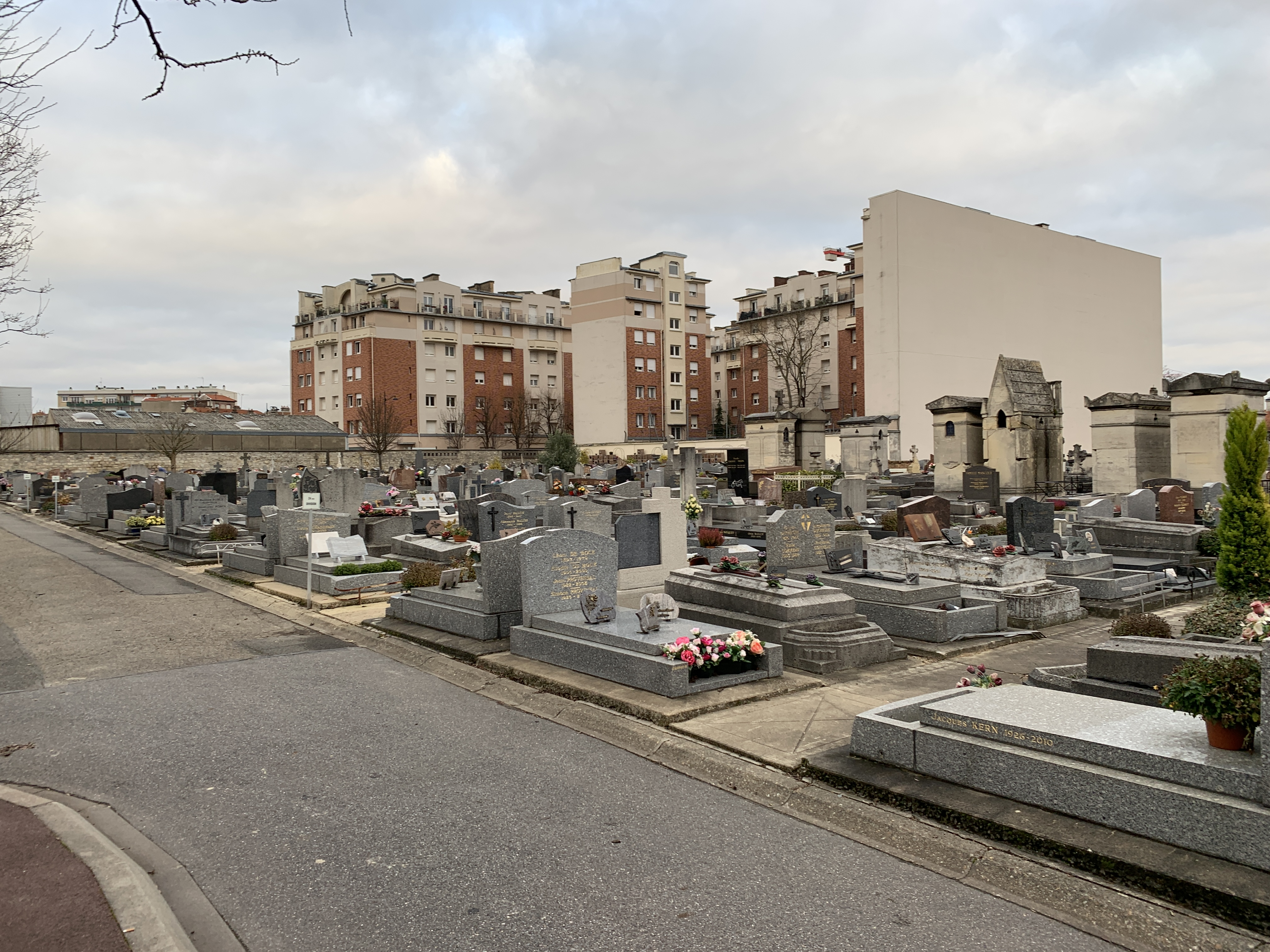
Vue du cimetière et, au fond à droite, la cite Égalité

Fondée en 1790, la commune de La Branche-du-Pont-de-Saint-Maur n’avait ni église, ni cimetière et partageait ces deux équipements avec la commune de Saint-Maur-des-Fossés.
L’église fut érigée en 1860 et le cimetière fondé en 1863. Plusieurs agrandissements ont été réalisés, en 1911 puis en 1944 .
La commune est adhérente au Syndicat intercommunal funéraire de la région parisienne.

## Personnalités inhumées

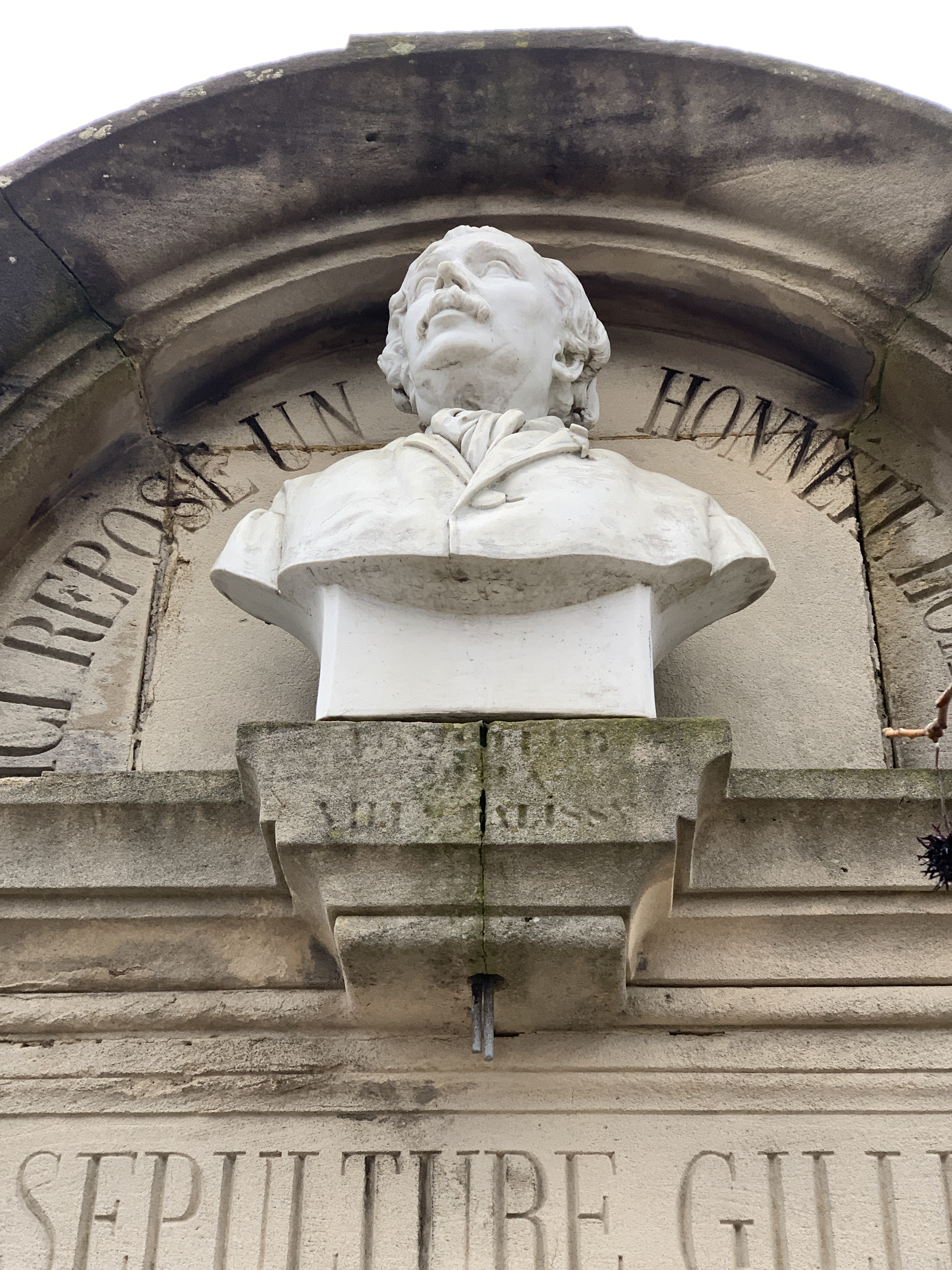
Chapelle funéraire et buste de Jean Marie Gille, fabricant de porcelaines

- Pierre Aubry (1931-2014), maire de Joinville-le-Pont (1983-2008), député (1997-2002)
- Camille Bainville (1832-1909), écrivain
- Joseph Belbéoch (1895-1944), ouvrier, résistant, tué lors des combats de la Libération
- Roger Belbéoch (1921-2010), policier, résistant, reconnu Juste parmi les nations
- Charles-Pierre Chapsal (1787-1858), grammairien et maire de Joinville-le-Pont
- Ida Faubert (1882-1969), poète haïtienne
- Jean Marie Gille (1798-1868), fabricant de porcelaines
- Henri Jougla de Morenas (1903-1955), diplomate et héraldiste
- Jean-Baptiste Jupille (1869-1923), berger puis gardien de l’Institut Pasteur
- Osanne Nègre (1934-2020), artiste peintre, costumière et graveuse
- Jean-Louis Pariselle (1917-2008), sculpteur français
- Catherine Prévert (1944-2017), scripte, fille du suivant
- Pierre Prévert (1906-1988), cinéaste, père de la précédente
- Pierre Schaken (1793-1870), ingénieur franco-belge, pionnier des chemins de fer[Note 1]
- Henri Vel-Durand (1867-1928), maire de Joinville-le-Pont (1919-1928)

### Monuments funéraires

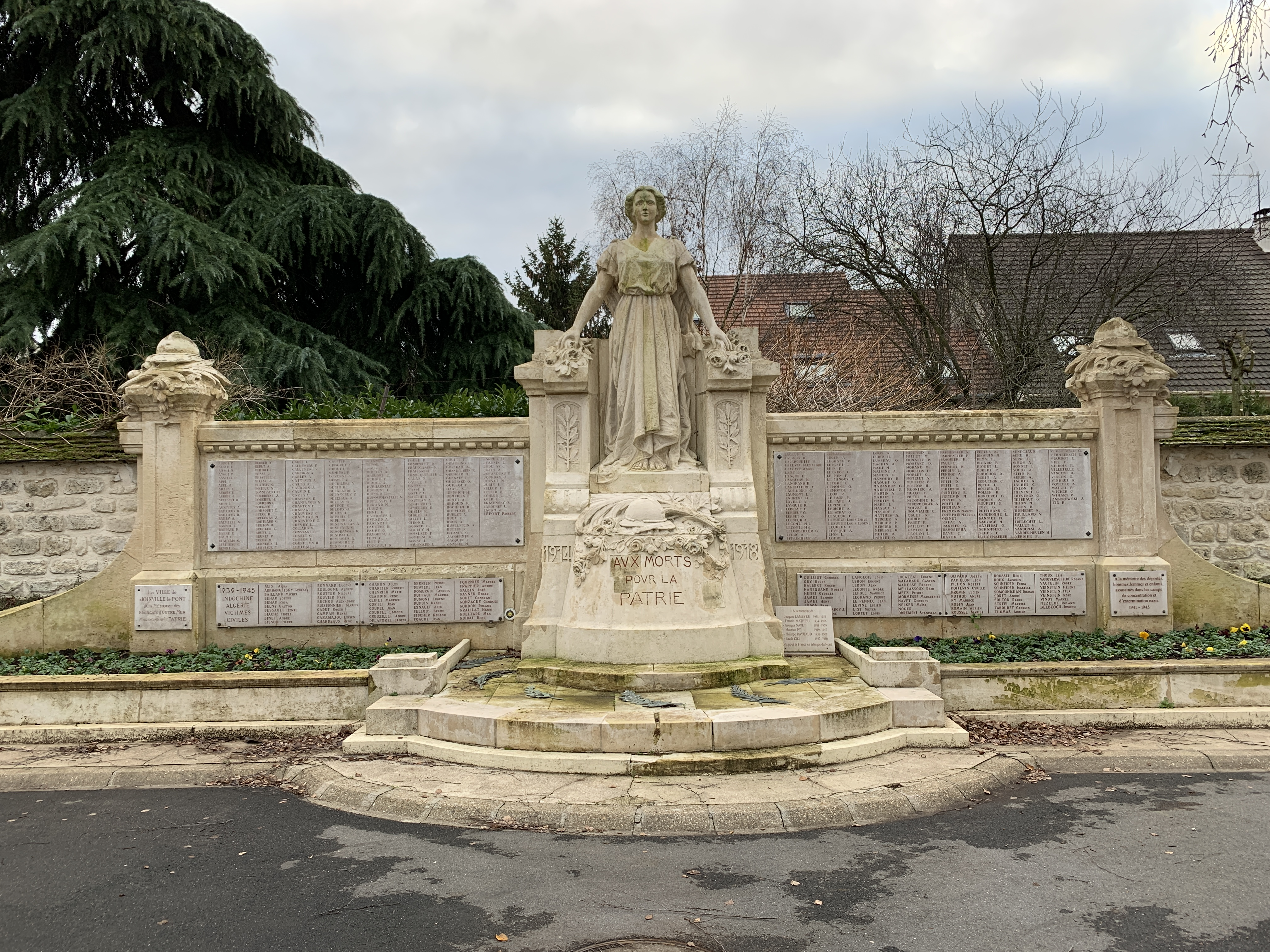
Monument aux morts de Joinville-le-Pont

Il s'y trouve une tombe collective des morts français de la guerre de 1870 et une autre pour les soldats allemands tombés en 1870-1871 avec l'inscription "Deutscher soldat".
Le monument aux morts communal a été implanté dans le cimetière. Il est l’œuvre du sculpteur français Georges Delpérier, dont la famille a vécu à Joinville-le-Pont . Il comporte 475 noms.
Dans le Carré militaire du cimetière communal, 86 personnes sont enterrées. Il comporte également des tombes de soldats canadiens, morts à l’hôpital canadien, installé sur le territoire de Joinville-le-Pont dans le Bois de Vincennes pendant la première guerre mondiale ; 14 personnes sont inhumées dans cet espace.